# Seitzersdorf-Wolfpassing
Seitzersdorf-Wolfpassing ist ein Ort mit 423 Einwohnern (Stand 1. Jänner 2024) im Bezirk Korneuburg in Niederösterreich.
Seitzersdorf-Wolfpassing wurde am 1. Jänner 1971 als Katastralgemeinde der Marktgemeinde Hausleiten eingegliedert.
Seitzersdorf und Wolfpassing waren ursprünglich zwei eigenständige Orte, die von 1850 bis 1884 eine Großgemeinde mit Pettendorf und Zissersdorf bildeten. Danach waren sie bis 1931 selbständige Dörfer. 1931 wurden die beiden Dörfer zu einem Ort und einer Kleingemeinde vereinigt und als solche am 1. Jänner 1971 eine Katastralgemeinde der Marktgemeinde Hausleiten.

## Geschichte
Seitzersdorf wurde 1234 als „Sizersdorf“ erstmals urkundlich erwähnt, der Name kommt wahrscheinlich von der Ansiedlung eines Sizo (= Kurzform für den Rufnamen Sigehard oder Sigefried), der bei den ersten Grundherrn in Seitzersdorf, den Peilsteirern, vorkommt.
1285 wurde es als „Seitzeinsdorf“ genannt, für 1475 ist ein „Wilhelm von Seitzersdorf“ belegt.
Wolfpassing hat seinen Namen wahrscheinlich vom gleichnamigen Ort Wolfpassing bei Tulln erhalten. Beide Orte gehörten ursprünglich dem Bischof von Passau, später wurden sie vom Landesfürsten als Lehen weitergegeben. Der Name Wolfpassing geht auf einen gewissen Wolfbiss zurück. Wolfpassing ist die Siedlung eines Wolfbiss und seiner Sippe bzw. seiner Getreuen, die mitsiedelten, gesandt von Passau. 1140 werden die Herren von Wolfpezzingen erstmals urkundlich genannt. Vor 1333 war das Wolfpassinger Lehen im Besitz des Konrad von Sierndorf, der damals seinen Hof der Gemeinde Hausleiten als Zehenthof zur Verfügung stellen musste. Als Lehensnehmer folgte 1378 Hans Parschenprunner. Um 1448 stellten die Maissauer die Besitzer. 1538 gelangte der Ort Wolfpassing als Lehen an Julius I. Graf von Hardegg aus einer Nebenlinie der Hardegger Grafen. Sein Sohn Heinrich II. Graf von Hardegg, Herr auf Schloss Schmida, ließ das bereits stark vernachlässigte Herrenhaus Haghof in Wolfpassing durch die Baumeister Jakob Vivian und Ferdinand Dunano ab 1572 schlossartig ausbauen. 1645 verwüsteten die Schweden den Hof. Zwischen 1608 und 1684 diente die Kapelle des Haghofes als Begräbnisstätte der Grafen von Hardegg. Nach einem Brand erhielt das Gebäude 1725 seine heutige Gestalt. Im 19. Jahrhundert wurde das Schloss zum Zentrum eines großen Gutsbetriebes aus- und umgebaut. Zusammen mit Schloss Juliusburg in Stetteldorf und Schloss Schmida wurde der Haghof 1982 vom heutigen Besitzer Georg Stradiot erworben.

## Öffentliche Einrichtungen
In Seitzersdorf-Wolfpassing befindet sich ein Kindergarten.

## Sehenswürdigkeiten
- Die Dorfkapellen von Seitzersdorf-Wolfpassing (Gemeinde Hausleiten): links Kapelle „Hl. Joachim und Anna“ (1935/1793) ehemals Seitzersdorf und rechts Kapelle „Hl. Kreuz“ (1923) ehemals Wolfpassing.[4]

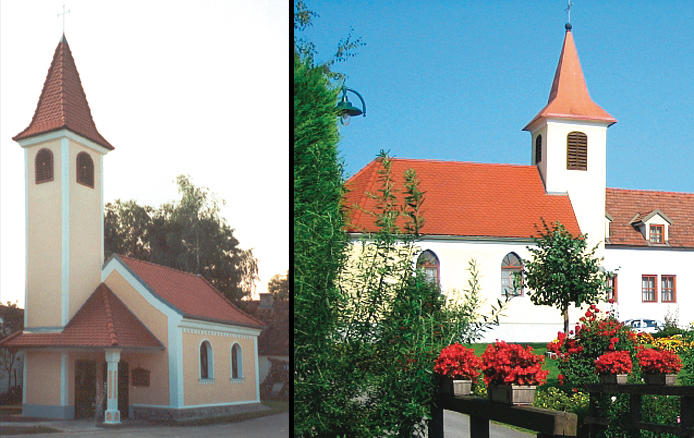
Dorfkapellen Joachim und Anna und hl. Kreuz
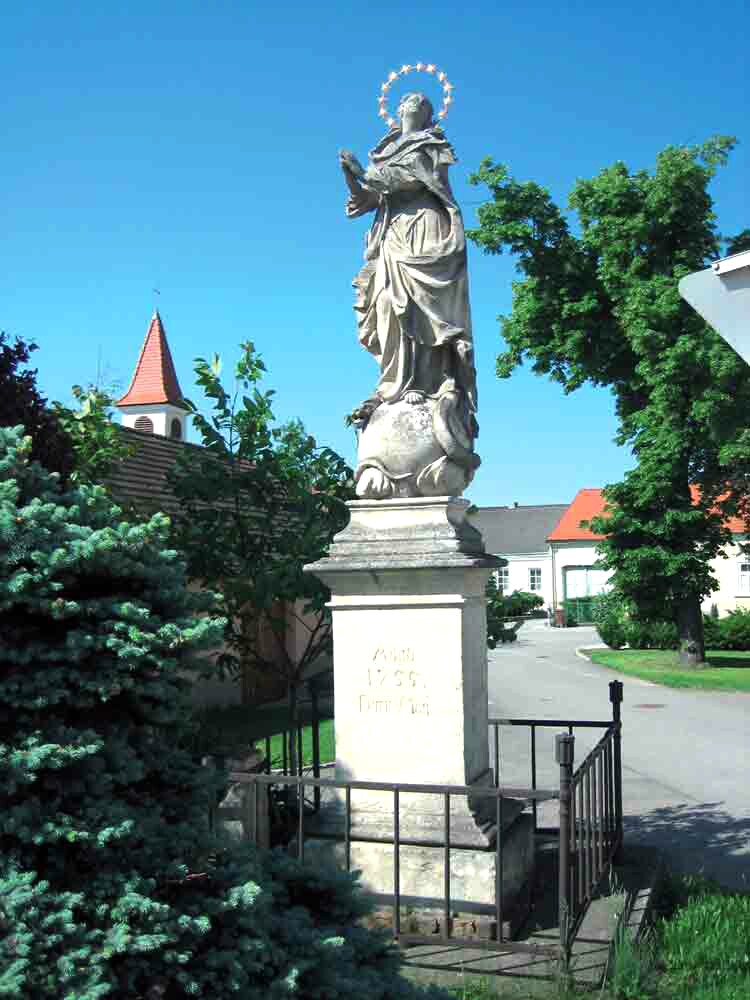
Statue Maria Immakulata
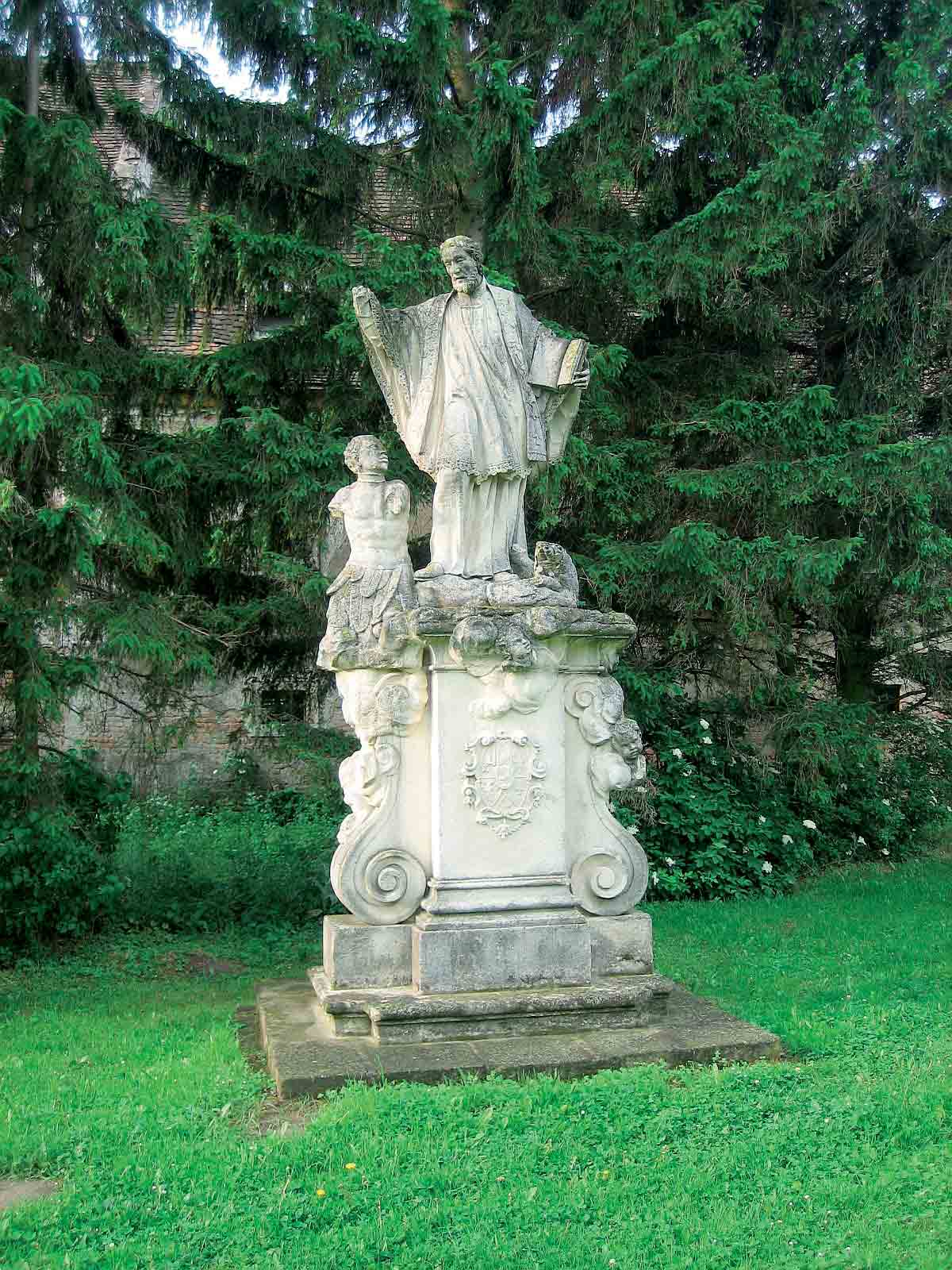
Statue Franz Xaver
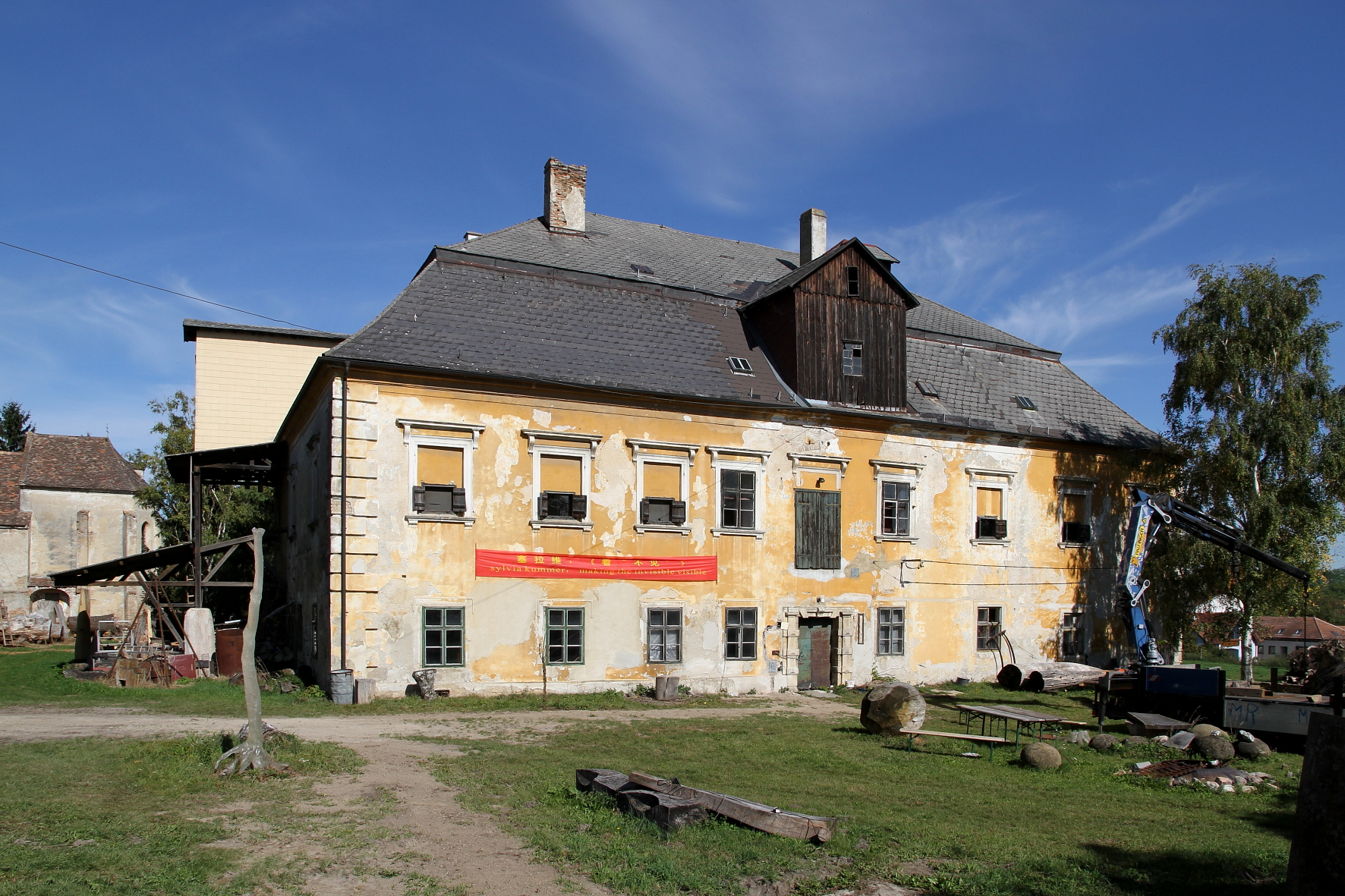
Der Haghof von Wolfpassing

## Die Marktgemeinde Hausleiten
| Pettendorf | Seitzersdorf-Wolfpassing | Zissersdorf |
| Gaisruck   | Hausleiten               | Goldgeben   |
| Perzendorf | Zaina                    | Schmida     |